# Ruské carské námořnictvo
Ruské carské námořnictvo (rusky Российский императорский флот, Rossijskij imperatorskij flot) bylo v letech 1696 až 1917 válečné námořnictvo Ruského impéria. Formálně bylo založeno v roce 1696 a existence trvala až do rozpuštění během únorové revoluce v roce 1917. Vyvinula se z menší jednotky, která existovala před založením moderního ruského námořnictva carem Petrem Velkým během druhého azovského tažení. K růstu došlo v druhé polovině 18. století a vyvrcholilo počátkem 19. století, kdy bylo co do velikosti větší pouze britské a francouzské námořnictvo.
Důstojnictvo bylo nabíráno z řad aristokracie ruské říše a patřilo k ruské pravoslavné církvi. Mladí šlechtici byli školeni v národní námořní škole. Od roku 1818 byli do funkce hlavního ředitele rusko-americké společnosti, která sídlila v ruské Americe (dnešní Aljaška) pro kolonizaci a rozvoj obchodu s kožešinami, jmenováni pouze důstojníci ruského carského námořnictva. Zpočátku bylo námořnictvo tvořeno placenými zahraničními námořníky, ale později začala vláda přijímat domácí námořníky na základě branné povinnosti. Služba u námořnictva byla celoživotní.
V první polovině 19. století ruské námořnictvo zabředlo do období úpadku kvůli pomalému technickému a ekonomickému rozvoji říše. Oživení se dočkalo ve druhé polovině století za vlády cara Mikuláše II., nicméně většina tichomořské floty byla spolu s baltskou flotou, která byla poslána na Dálný východ, zničena v ponižující rusko-japonské válce v roce 1904/5.
Námořnictvo mělo během první světové války smíšené zkušenosti, přičemž převahu v Baltském moři získalo Německé císařství, zatímco Rusové kontrolovali nad Černým mořem. Říjnová revoluce znamenala konec carského námořnictva; jeho důstojníci většinou zůstali při carovi a námořníci se rozdělili a bojovali na obou stranách. Přeživší lodě převzalo sovětské námořnictvo, které bylo založeno v roce 1918 po revoluci.

## Války s Osmanskou říší
Byly většinou úspěšné, většina ruských carů chtěla ovládnout Bospor a dorazit slabou Osmanskou říši. Prakticky celá Evropa se spolčila proti Osmanům. Osmanské námořnictvo bylo zničeno v bitvě u Navarina, ale Velká Británie nechtěla, aby Rusové ovládli Bospor a tak Osmanská říše přežila. Rusové se však nevzdali a znovu začaly války, jež vyvrcholily krymskou válkou, kde se ostatní velmoci zastaly Osmanské říše. 9. září padl Sevastopol a 30. března Rusko kapitulovalo. Velká Británie se snažila obnovit Osmanské námořnictvo, ale roku 1877 vypukla nová válka. Válka skončila jasným ruským vítězstvím, potopeny byly dvě Osmanské bitevní lodě (Lutfi Dželil a ještě jedna) nakonec jen díky umění generála Osmana Nuri Paši jsou podmínky pro Osmany překvapivě nízké. Od té doby Osmanské námořnictvo jen zastarávalo.

## Rusko-japonská válka
Když Japonci vedli úspěšnou válku s Čínou, Rusové obsadili důležitý přístav Port Arthur a další důležitá území. To vyprovokovalo Japonce k akci, napadli Port Arthur a po ztrátách jej dobyli. Rusové převeleli do Tichomoří Baltské loďstvo. Po dlouhé plavbě, kdy Rusové vyvolali mezinárodní incident (začali střílet na britské rybáře v domnění, že to jsou Japonci) dorazili do Tichomoří. V bitvě u Cušimy byli Rusové drtivě poraženi. Následkem toho byl uzavřen mír, jenž omezil ruskou moc v Tichomoří a Rusové ztratili Port Arthur, jižní Sachalin a uznali japonské panství nad Koreou.

## První světová válka
Rusové na začátku první světové války měli 4 dreadnoughty, 13 predreadnoughtů, 6 pancéřových křižníků a 9 křižníků. Hlavní nevýhodou Ruského carského námořnictva bylo to, že velká část loďstva byla zablokována na Černém moři a to, že dreadnoughty se nezúčastňovaly bojů, protože si je ruské velení chtělo ponechat. 

### Baltské moře

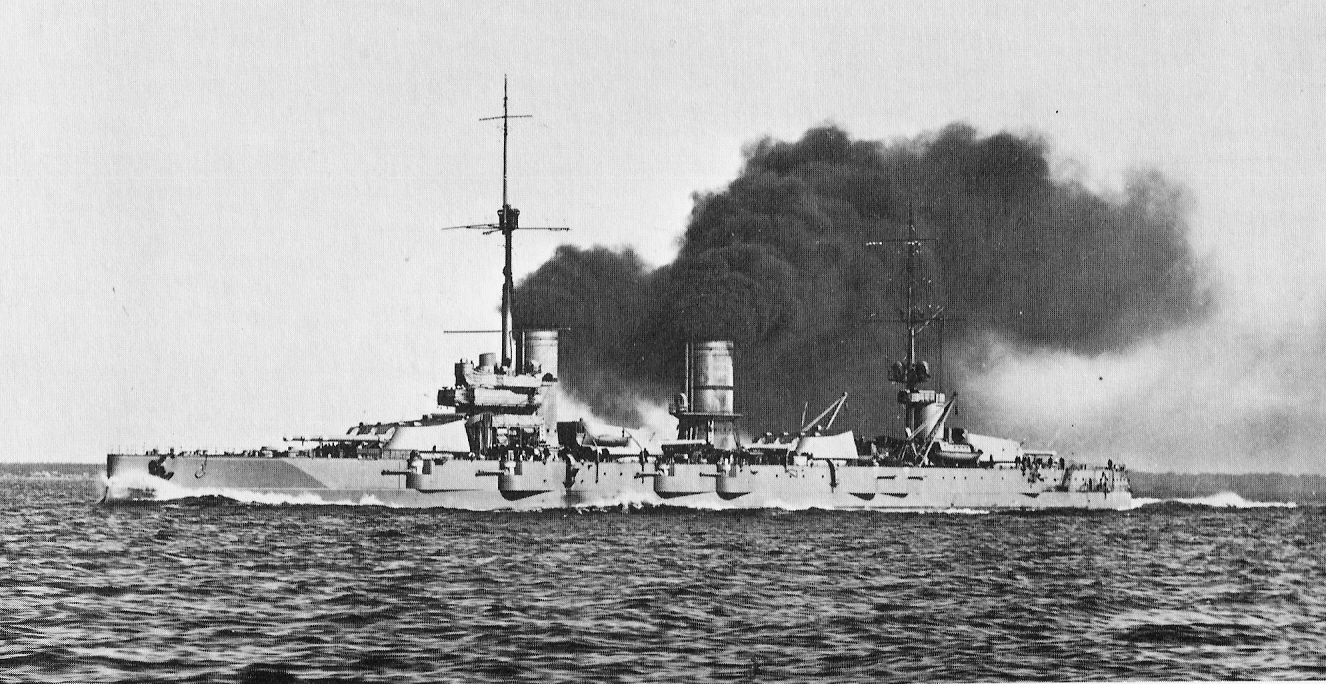
Dreadnought Baltského loďstva Poltava v roce 1916.

Roku 1914 Rusové ztratili jeden pancéřový křižník a Němci také. Rusové dále ztratili dvě minolovky a dva torpédoborce. Němci dva lehké křižníky, jeden torpédoborec a jednu torpédovku.
Roku 1915 se situace nezměnila. Rusové vyhráli bitvu u Östergarnu a Němci ztratili křižník Albatross. Roku 1916 se na Baltu nic závažného nestalo. Roku 1917 došlo k porážce Rusů. Němci se silným svazem napadli Moonsudské ostrovy. V bitvě v Kassarském zálivu byl potopen ruský torpédoborec Grom. Následná bitva v Rižském zálivu vedená hlavními silami skončila potopením ruské řadové lodě Slava. Nakonec byly Moonsudské ostrovy evakuovány. 

### Černé moře
Roku 1914 napadli Osmané ruské přístavy. Vyvolalo to válku mezi Dohodou a Osmanskou říší, jež se připojila k Centrálním mocnostem. Poměr na moři se nezměnil. Roku 1915 a 1916 Rusové potopili většinu obchodních plavidel nepřítele. Roku 1917 vypukla v Rusku revoluce, a ta se rozšířila i do Černomořského loďstva.